# Pugung Raharjo
Pugung Raharjo is een bestuurslaag in het regentschap Lampung Timur van de provincie Lampung, Indonesië. Pugung Raharjo telt 7077 inwoners (volkstelling 2010).